# بیمارستان شهدا (سروستان)
بیمارستان شهدا بیمارستانی است درمانی واقع در شهر سروستان، استان فارس وابسته به دانشگاه علوم پزشکی شیراز با ظرفیت ۳۲ فعال که در سال ۱۳۷۲ شمسی تأسیس گردید.
بخش‌های بستری موجود در این بیمارستان عبارتند از: اطفال، داخلی، جراحی زنان و زایمان، جراحی چشم، جراحی گوش و حلق و بینی، پست پارتوم، جراحی عمومی، بخش نوزادان، CCU، زنان و اورژانس بستری